# Faro di Flamborough
Il faro di Flamborough (Flamborough Lighthouse, in inglese) si trova sul promontorio di Flamborough Head che dalla costa dello Yorkshire, in Inghilterra, si protende sul Mare del Nord.

## Storia
In epoca medievale la costa era segnalata da numerosi fuochi mantenuti da istituzioni religiose locali.
Si ritenne che il nome stesso del promontorio, Flamborough, derivasse dalla presenza dei fuochi o di un faro: "flame" (fiamma, in inglese) unito al suffisso -borough ricorrente in alcuni toponimi dell'Inghilterra starebbe a significare il "luogo della fiamma". In realtà già sul Domesday Book redatto alla fine dell'XI secolo il promontorio era citato come "Flaneberg", il che fa supporre che l'origine sia da ricercare nella parola sassone "Flaen" che significa "freccia" e farebbe riferimento alla forma appuntita del promontorio piuttosto che alla presenza di fuochi.
Durante i primi venti anni della restaurazione inglese, iniziata con il ritorno su trono di Carlo II d'Inghilterra nel 1660, vennero avviate molte petizioni per la costruzione di fari in diversi punti della costa inglese. Sir John Clayton propose la costruzione di almeno quattro fari: sul promontorio di Flamborough Head, alle isole Farne al largo del Northumberland, a Cromer ed infine a Corton, vicino a Lowestoft.
Nel 1669 Sir Clayton costruì il primo faro, una torre di gesso a pianta ottagonale alta 24 metri, che però non fu mai acceso. Tuttavia venne utilizzato come punto notevole diurno dai naviganti per oltre un secolo. Il faro, detto Chalk Tower ("torre di gesso", in inglese) è tuttora esistente ed è di proprietà di East Riding of Yorkshire Council, un ente pubblico locale.

## Il faro attuale
L'attuale edificio venne eretto nel 1806 dal costruttore John Matson di Bridlington su progetto dell'ingegnere ed architetto inglese Samuel Wyatt, già progettista del faro di Dungeness e della sede di Trinity House a Londra. Si tratta di una torre tronco-conica in mattoni alta 27 metri, a pianta circolare e interamente dipinta di bianco, costruita in aderenza all'edificio a due piani che ospitava i guardiani.
Il segnale luminoso originale fu progettato da George Robinson e consisteva in un telaio triangolare rotante su un albero verticale, su ogni lato del quale erano montati sette riflettori parabolici per un totale di ventuno. La sorgente luminosa era costituita da bruciatori ad olio, con una potenza equivalente a 13,860 candele. Uno dei tre lati del telaio era coperto con un vetro rosso, dando così al segnale l'innovativa caratteristica di due lampi bianchi ed uno rosso: era la prima volta che la sequenza di un faro includeva lampi di colore diverso, e la soluzione venne rapidamente adottata su altri fari. Nel 1940 il faro venne elettrificato e nel 1947 vennero apportate altre modifiche minori. Nel 1975 il corno da nebbia fu sostituito con un segnale acustico di tipo elettrico.
Nel 1996 il faro fu automatizzato e aggiornato mediante sostituzione dell'ottica, del cambialampade automatico e l'installazione di sensore per l'attivazione automatica del segnale da nebbia.
Ora il faro è controllato e monitorato a distanza dal centro operativo di Trinity House ad Harwich. Nel 2010 il faro è stato ridipinto di nuovo.

## Ottica e segnale
L'ottica attuale è rotante a lente di Fresnel di 1º ordine, con una lampada da 1 kilowatt. Il segnale è scintillante, con 4 lampi bianchi dell'intensità di 650 000 candele in un periodo di 15 secondi. Il corno da nebbia emette due suoni ogni 90 secondi.